# Bonadelle Ranchos-Madera Ranchos

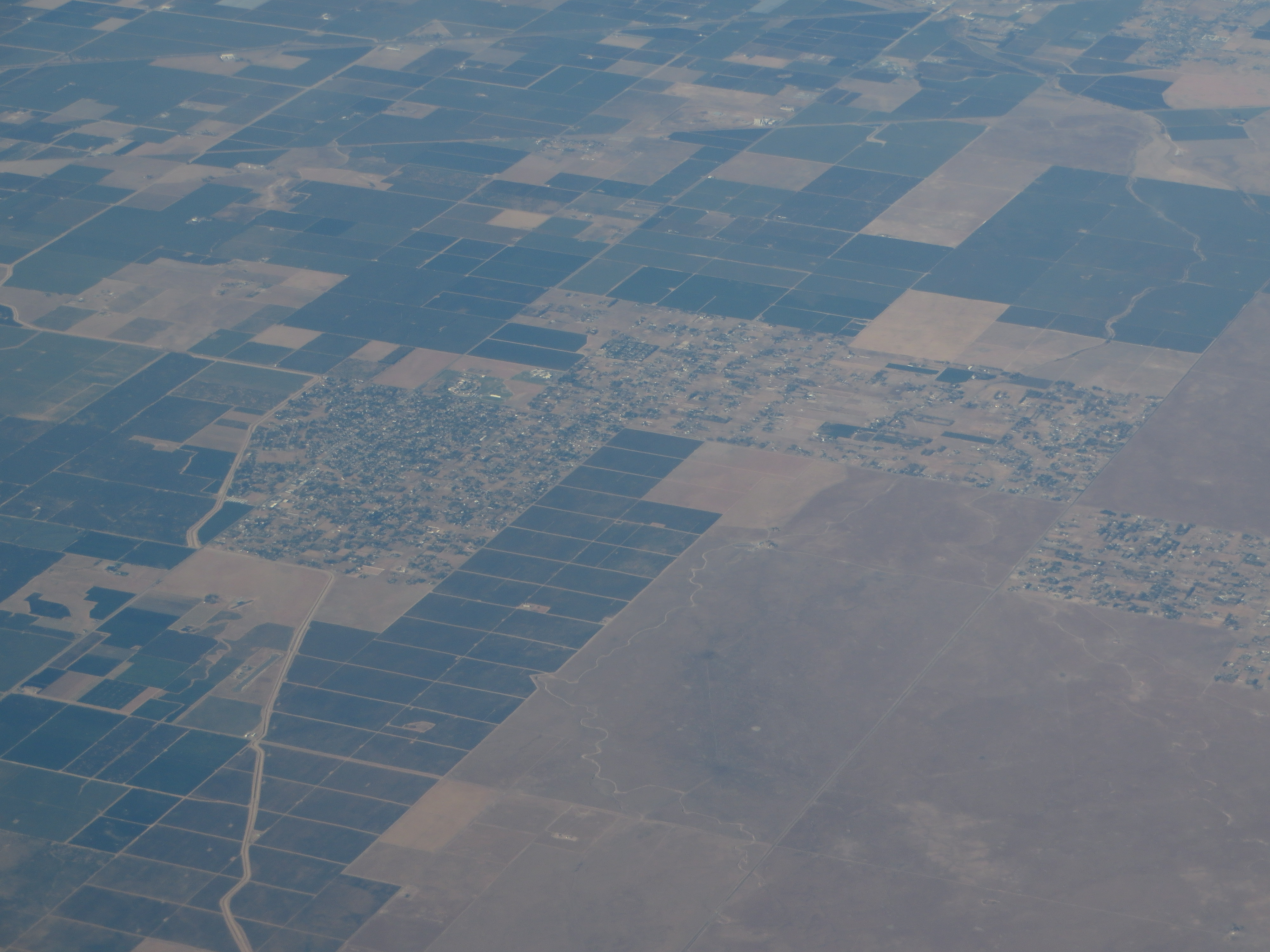
Bonadelle Ranchos-Madera Ranchos w stanie Kalifornia

Bonadelle Ranchos-Madera Ranchos – jednostka osadnicza w Stanach Zjednoczonych, w stanie Kalifornia, w hrabstwie Madera.